# CHTD-FM
CHTD-FM (98.1 The Tide) ist ein privater Hörfunksender aus dem kanadischen Ort St. Stephen in der Provinz New Brunswick, der von der Arcadia Broadcasting Ltd betrieben wird. Das Sender begann mit der Ausstrahlung des Sendeformats am 28. Mai 2001. Das Programm besteht aus einem Mix aus klassischer und neuer amerikanischer Country-Musik. Gesendet wird mit einer Leistung von 40 kW.